# DELL mini 9
Il DELL Inspiron Mini 9 è un Mini-portatile prodotto da Dell, lanciato sul mercato nell'estate 2009. 
Assieme ad altri prodotti da case concorrenti (ASUS, Acer, Hewlett-Packard, Samsung, ecc.) appartiene alla tipologia Netbook ,computer di minori dimensioni rispetto ai Notebook e con un buon rapporto prestazioni-prezzo grazie al quale stanno prendendo sempre più piede nel mercato internazionale.
Viene commercializzato in differenti versioni che differiscono per il sistema operativo utilizzato (Ubuntu Linux 8.04.1 o Windows XP), capienza dell'unità di archiviazione SSD (4,8 O 16 GB) e memoria Ram (512 Mb o 1Gb).
Le versioni hanno in comune il processore Intel Atom N270, monitor da 8,9 pollici che permette una risoluzione di 1024 x 600 pixel, connettività sia Ethernet che senza fili WiFi, card reader 3 in 1.

## Caratteristiche
- Processore Intel Atom Processor N270 (1.6 GHz/533Mhz FSB/512K cache)Intel Atom N270, processore del Netbook

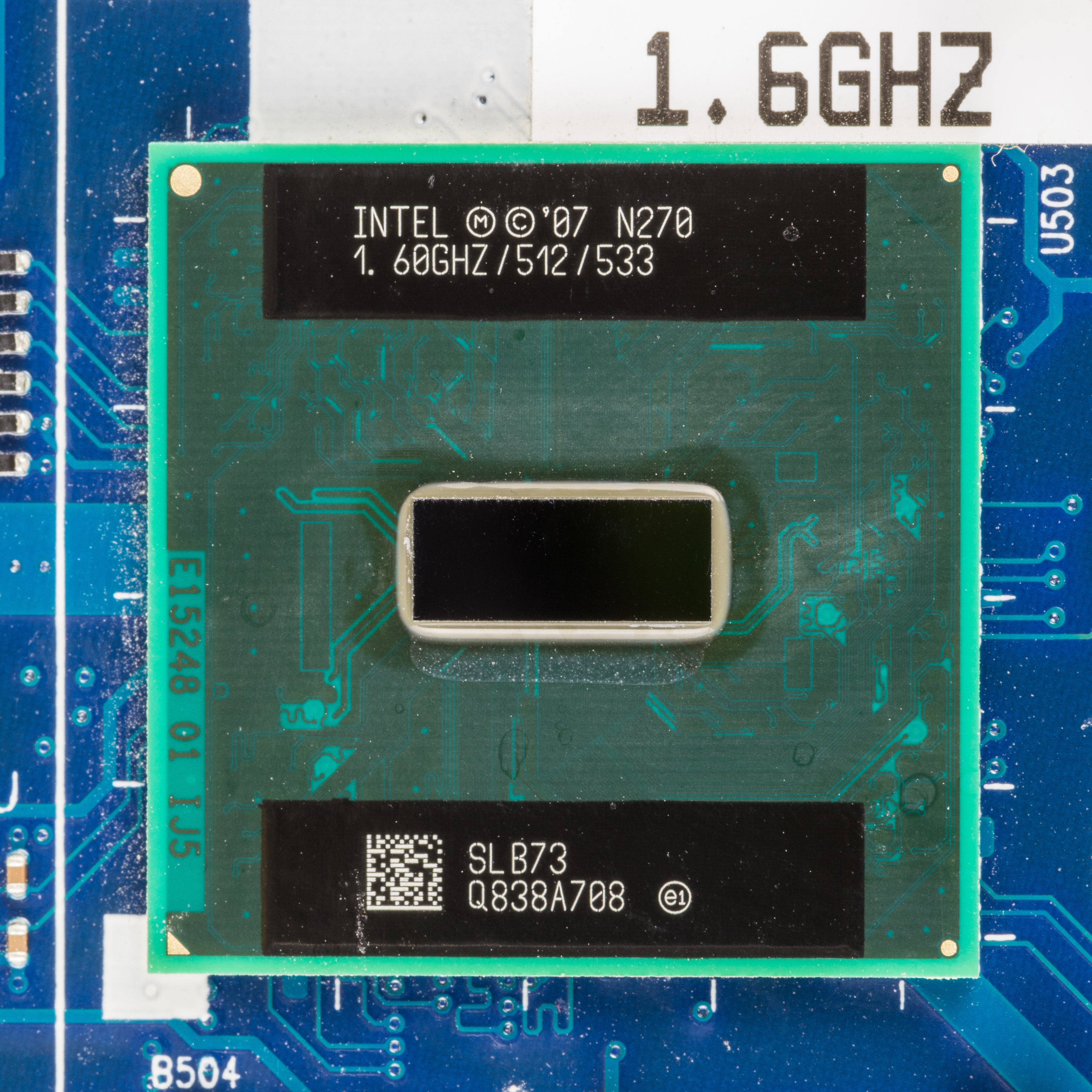
Intel Atom N270, processore del Netbook

- 512 Mb o 1 Gb di Ram (533 MHz DDR2 SDRAM)
- unità SSD da 4,8 o 16 Gb
- monitor 8,9" (LED display 1024X600 pixel)
- Webcam integrata (1.3 mp)
- WLAN: 802.11g mini-card
- LAN: 10/100 Mbps(RJ45)
- Bluetooth  interno (2.0) mini-card
- Peso 1.035 kg
- Dimensioni 232x172x27.2 mm
- Sistema operativo Windows XP Home Edition, Ubuntu Linux version 8.04.1